# Potkrepljenje
Potkrepljenje je termin koji se najčešće upotrebljava u psihologiji učenja. Značenje mu nije moguće jasno precizirati, ali bit je sljedeća - ako je određena radnja praćena pozitivnim efektima (za onog tko je izvodi) ona će biti učvršćena u pamćenju, a vjerojatno i u ponašanju, i obrnuto ako su efekti negativni ponašanje će biti eliminirano (ali dobro se zapitajte hoće li biti eliminirano i u pamćenju). Negativne efekte ne treba izjednačavati s potkrepljenjem, negativni efekti predstavljaju kaznu, a to autori uglavnom razdvajaju (reinforcement and punishment). No, potkrepljenje može biti pozitivno i negativno. Pozitivno potkrepljenje je upravo spomenuta nagrada, odnosno pozitivan efekt određene radnje. Negativno potkrepljenje imamo u situaciji kada se organizam na neki način maltretira (na primjer udaranje djeteta ) a kada on izvrši određenu reakciju (to se isto dijete počne ispričavati ili plakati)prekida se s maltretiranjem - e pa taj prekid predstavlja negativno potkrepljenje. 